# Gerdt Josting
Gerdt Josting, även Gerdt Joestinck, Gerhard Josting, Gerhardus Jostinck Svolanus med flera former, var tjänsteman under hertig Karl. Han var gift med Agnes Hannemanna (död 1593) och troligen far till Arent Josting. Gerdt Josting, som var holländare från Zwolle (därav Svolanus), fick 1594 i uppdrag av hertig Karl att rannsaka om gränserna i "Norrlanden". Han blev en av de första representanterna för den svenska kronan att färdas över Nordkalotten när han vintern 1594–1595 reste landvägen till Varangerhalvön. På Vardöhus förhandlade han med danske kungens fogde. Den samiska allmogen var också närvarande och klagade över hur de behandlades av fogdar från de båda rikena. I sin redogörelse för mötet gjorde Josting en sammanställning över alla de fjordar vid Atlantkusten som Sverige gjorde anspråk på, från Tysfjord och österut.
Vid Teusinafreden 1595 avstod ryssarna från sina tidigare anspråk att uppbära skatt av samerna från Österbotten till Varangerhalvön. Tre gränskommissioner inrättades för att fastställa gränsen mellan Sverige och Ryssland. Gerdt Josting var sekreterare i den tredje av dessa kommissioner, som hösten 1595 uppgick gränsen från Pisamäki, ett högt berg i Nyslotts län, till Jovara, där den egentliga lapplandsgränsen tog sin början.
Josting fick därefter i uppdrag av hertig Karl att beskriva och uppmäta gränserna mellan Ryssland och Sverige, men det är obekant om uppdraget blev slutfört.